# Сєверний Андрій Борисович
Андрій Борисович Сєверний (рос. Андрей Борисович Северный; 11 травня 1913, Тула — 3 квітня 1987, Сімферополь) — український астрофізик, доктор фізико-математичних наук, академік АН СРСР (1968). Герой Соціалістичної Праці (1973). Лауреат Державної премії СРСР (1984).

## Наукова біографія
Андрій Сєверний народився 11 травня 1913 в місті Тула, у сім'ї професора Московського університету. Ще бувши школярем, він захопився астрономією, був спостерігачем Московського товариства любителів астрономії. У 1935 закінчив Московський університет і був прийнятий в аспірантуру АН СРСР, там же пройшов докторантуру. Тут він захопився теоретичною астрофізикою і отримав ряд важливих результатів в галузі дослідження внутрішньої будови зірок. У 1938–1946 працював у Державному астрономічному інституті імені Штернберга. З 1946 працював у Кримській астрофізичній обсерваторії (КрАО) АН СРСР.
Поступивши на роботу в Кримську астрофізичну обсерваторію, Сєверний взяв активну участь у відновленні обсерваторії в Сімеїзі і в будівництві нової обсерваторії поблизу Бахчисарая, де тепер розташоване селище Научний разом з КрАО. З 1952 до смерті він був незмінним директором КрАО.
Наукові праці присвячені теорії внутрішньої будови зірок, фізики Сонця, дослідженню магнітних полів зірок. У ряді робіт, виконаних в 1934–1938, до ототожнення термоядерних джерел зоряної енергії, розглянув рівновагу зірок при наявності конвекції, яка розвивається в разі сильної концентрації джерел енерговиділення до центру зірки. У наступні роки увага Сєверного була звернута переважно на вивчення Сонця. За його проєктом у Кримській астрофізичній обсерваторії побудований баштовий сонячний телескоп (один з найбільших у світі); за його участю розроблені і створені багато приладів: інтерференційно-поляризаційний фільтр, магнітограф для сонячного телескопа тощо. У 1949–1962 виконав кількісні спектральні дослідження сонячних спалахів та інших нестаціонарних процесів. На основі цих досліджень виявив тонку структуру емісії — її концентрацію в малих обсягах сонячної атмосфери, вперше кількісно вивчив явище «вусів» і нестаціонарну безперервну емісію. Вивчення спалахів привело Сєверного до висновку про своєрідні вибухи на Сонці, енергія яких черпається з магнітних полів. Систематичні вимірювання магнітних полів на Сонці дозволили йому виявити тісний зв'язок виникнення спалахів з характерними особливостями магнітних полів, що було покладено в основу практики прогнозування сонячних спалахів. Вперше показав, що загальне магнітне поле Сонця складається з безлічі хаотично розподілених по поверхні елементів магнетизму, встановив, що «середнє поле» Сонця відрізняється від дипольного. Виявив також сезонні і добові коливання загального магнітного поля Сонця, що уподібнює його магнітно-змінній зірці. Застосувавши покращений варіант сонячного магнітографа до спостереження зірок, вперше виміряв слабкі магнітні поля у багатьох зірок. У 1974 разом з співробітниками Кримської астрофізичної обсерваторії, аналізуючи спостереження Сонця, проведені за оригінальною методикою на модернізованому баштовому телескопі, відкрив пульсації Сонця як цілого з періодом 2 години 40 хв і амплітудою зміни радіуса 10 км.
Багато уваги приділяв позаатмосферним дослідженням. Створені під його керівництвом прилади функціонували на деяких штучних супутниках Землі, а також на «Луноході-2», науковій орбітальній станції «Салют-4».
Сєверний опублікував більше ніж 270 наукових робіт, більшість праць академіка Сєверного опубліковані в «Ізвестіях Кримської астрофізичної обсерваторії», а також у багатьох інших вітчизняних і закордонних журналах з астрономії та астрофізики. Автор книги «Фізика Сонця» (1956), співавтор широко відомого курсу з теоретичної астрофізики (Амбарцумян та інші, 1952), який досі є настільною книгою багатьох астрофізиків.
Професор Московського університету (з 1947). Член-кореспондент АН СРСР від 20.6.1958 по відділенню фізико-математичних наук (астрофізика), академік з 26.11.1968. Член Міжнародної академії астронавтики, член-кореспондент Гейдельберзької АН, віце-президент Міжнародного астрономічного союзу (1964–1970), президент Комісії N 10 «Сонячна активність» Міжнародного астрономічного союзу (1958–1964).

## Наукові публікації
- Физика Солнца (1956)
- Статті в журналі «Успехи физических наук»
- Severny, A.B., Kotov, V.A., and Tsap, T.T., 1976. «Observations of solar pulsations», Nature, vol. 259, p. 89

## Відзнаки та пам'ять
- Сталінська премія третього ступеня (1952) — за наукову працю «Точна теорія хвиль усталеного виду на поверхні важкої рідини» (1951)
- Герой Соціалістичної Праці (10 травня 1973, з врученням ордена Леніна)
- Державна премія СРСР (1984)
- Нагороджений двома орденами Леніна (1973, 1983), двома орденами Жовтневої Революції (1971, 1975), двома орденами Трудового Червоного Прапора (1961, 1963), орденом «Знак Пошани» (1953), а також медалями.
- Болгарський орден Кирила і Мефодія 1-ого ступеня
- На честь ученого названий астероїд головного поясу 1737 Сєверний, відкритий у 1966 році Людмилою Черних.

У селищі Научний діє квартира-музей Андрія Сєверного.